# Чалак-Саракі
Чалак-Саракі (перс. چالك سراكي) — село в Ірані, у дегестані Тутакі, в Центральному бахші, шагрестані Сіяхкаль остану Ґілян. За даними перепису 2006 року, його населення становило 109 осіб, що проживали у складі 29 сімей.